# Nidia Puelles
Nidia Orfelinda Puelles Becerra (Trujillo; La Libertad, 8 de enero de 1949) es una abogada y política peruana. Fue ministra de la Mujer y Desarrollo Social del Perú durante el gobierno de Alejandro Toledo, del 15 al 19 de diciembre del 2003. Con solo cuatro días es la ministra peruana que menos tiempo ha permanecido en su cargo desde el siglo XXI.

## Biografía
Cursó su educación primaria en la Institución Educativa San Pedro de Chiclayo, y la secundaria en el Colegio Nacional Liceo Trujillo. Luego ingresó a la Facultad de Derecho y Ciencias Políticas de la Universidad Nacional de Trujillo (1978-1983), donde se graduó de bachiller y se recibió de abogada.
En el 2001 empezó a militar en el partido Perú Posible, liderado por Alejandro Toledo, y logró acceder al Comité Ejecutivo Nacional (CEN). Ya bajo el gobierno de Toledo, fue miembro del directorio del Organismo de Reconstrucción y Desarrollo del Sur, ORDESUR (institución encargada de la reconstrucción de la región devastada por el terremoto del sur del Perú de 2001) y presidenta del Instituto Nacional de Bienestar Familiar, INABIF, de marzo a junio de 2003. En este mismo año fue elegida regidora provincial de Lima.
El 15 de diciembre de 2003, tras la crisis ministerial que elevó a la presidencia del Consejo de Ministros a Carlos Ferrero, juró como ministra de la Mujer y Desarrollo Social (MIMDES). Pero su paso por este portafolio fue muy breve. A poco de su juramentación, la congresista Enith Chuquival, correligionaria suya, le acusó de una serie de irregularidades durante su gestión en diversas entidades estatales, como el Ministerio de Educación, ORDESUR, INABIF y la Beneficencia de Lima. Algunos medios informativos también sacaron a la luz algunos de esos hechos. Por ejemplo, se dijo que percibía tres sueldos simultáneos del Estado, y que, estando en el INABIF, exigía a los trabajadores contratados que le dieran el 5 % de sus sueldos como contribución a favor del partido, además de haber contratado al novio de su fallecida hija. Poco después, el 20 de diciembre, Nidia Puelles anunció su renuncia al ministerio, entre sollozos y negando todas las acusaciones.  Fue ministra solo por cuatro días, siendo reemplazada por Ana María Romero-Lozada, que ya había ejercido el mismo cargo en el gobierno de Toledo.
En las elecciones generales de 2016 postuló sin éxito para Congresista de la República, como representante de la Región La Libertad e integrando la lista de Peruanos Por el Kambio con el número 7.